# Mohamed Ihattaren
Mohamed Amine Ihattaren (Utrecht, 12 de fevereiro de 2002) é um futebolista neerlandês que atua como meia-atacante. Atualmente, joga no Fortuna Sittard.

## Títulos
Países Baixos
- Campeonato Europeu Sub-17: 2018

### Prêmios individuais
- Equipe do torneio do Campeonato Europeu Sub-17 de 2018.[2]
- 60 jovens promessas do futebol mundial de 2019 (The Guardian)[3]